# 結膜浮腫
結膜浮腫（けつまくふしゅ、英: Chemosis）は、白目とまぶたの内側の表面が腫れた状態のことである。症状は、無症状の場合から涙液の増加、かゆみ、視界のぼやけなど、さまざまである。一般的に痛みはないが刺激を感じることがある。罹患範囲は狭い部分または白目全体にみられる場合がある。完全に目を閉じることが困難になり、露出性角膜炎を引き起こす可能性がある。
最も一般的な発症の原因は、アレルギー性、ウイルス性、細菌性の結膜炎である。その他の原因には、甲状腺眼症などによる眼の後ろの新生物、眼の損傷、血管性浮腫、心不全などがあげられる。根本的な機序は、毛細血管の透過性の増加、低アルブミン、静脈圧の上昇などが考えられる。
管理には根本的な原因に対処することが含まれる。目の潤滑剤やNSAIDが効果的な場合もある。一般的に、症状は時間とともに解消され、予後は良好である。例外として、外傷による結膜浮腫内に出血がある場合は眼球破裂の可能性がある。結膜浮腫は比較的一般的にみられる症状である。英語用語の「Chemosis」は、ギリシャ語で「ザルガイの殻」を意味する「cheme」と「状態」を意味する「-osis」に由来している。